# ベンズブロマロン
ベンズブロマロン（英: benzbromarone）とは、腎臓において尿酸の排泄を促す薬剤の1つである。痛風の第1選択薬であるアロプリノールが有効ではなかった場合、あるいは、アロプリノールによって過度の副作用が生じた際に使用される。

## 構造
ベンズブロマロンは、分子中にベンゾフランの構造を持っている他、名称にブロム（brom）と付くように分子中に臭素原子が結合している。参考までに、ベンズブロマロンの2つの臭素が水素に置換された分子は、ベンザロン（Benzarone）と呼ばれる。また、ベンズブロマロンの2つの臭素が、いずれもヨウ素に置換された化合物をベンジオダロン（Benziodarone）と呼ぶが、このベンジオダロンは構造的に抗不整脈薬であるアミオダロンに類似しているため、ベンズブロマロンもアミオダロンに構造が似ていると言われる場合もある。

## 薬理
腎臓の近位尿細管にはURAT1と呼ばれる尿酸再吸収を行う尿酸トランスポーター分子が多く存在する。ベンズブロマロンはURAT1阻害剤として作用する。したがって、尿中に排泄された尿酸の再吸収が抑制され、結果として血中の尿酸の量が減ることを利用している。なお、ベンズブロマロンはURAT1に対して濃度依存的に阻害がかかることが知られており、その阻害におけるIC50は、0.0345±0.003 (μM)程度である。このような薬理作用を持っているため、腎不全の患者にベンズブロマロンを投与しても、効果が期待できない。また、尿中への尿酸の排泄量が増加するため、腎臓に尿酸結石が存在する場合、状態を悪化させる危険性もある。なお、ベンズブロマロンがCYPによって酸化された際にできる主要代謝物である、ベンゾフラン環部分が水酸化された代謝物の1つである6-ヒドロキシベンズブロマロンにも、腎臓においてURAT1を阻害することによって尿酸の再吸収を抑制する効果が見られる。ただし、6-ヒドロキシベンズブロマロンも、ベンズブロマロンと同様にURAT1に対して濃度依存的に阻害をかけるものの、6-ヒドロキシベンズブロマロンのURAT1に対するIC50は0.20±0.06 (μM)と、その阻害能はベンズブロマロンの6分の1程度である。なお、6-ヒドロキシベンズブロマロンには、ヒポキサンチンやキサンチンを酸化して尿酸に変換するキサンチンオキシダーゼを阻害する作用もあり、キサンチンオキシダーゼに対するIC50は68 (μM)である。
この他、ベンズブロマロンにはCYP2C9の阻害作用があることが知られている。

## 薬物動態
ヒトにベンズブロマロン25mgの錠剤を経口投与した場合、Tmaxは2.8 時間程度、半減期は3.4時間程度である。なおベンズブロマロンは、主に肝臓でCYP2C9によって代謝される。結果、主に6-ヒドロキシベンズブロマロンが生ずる。参考までに、ベンズブロマロン100 mgを単回経口投与した場合、投与後72時間までに尿中に6-ヒドロキシベンズブロマロンは、投与量の1.2 ％が排泄される。6-ヒドロキシベンズブロマロンは、さらに抱合反応を受けて、尿中や胆汁中に排泄させる場合もある。

## 適応症
日本においては、下記の場合における高尿酸血症の改善に適応がある。
- 痛風
- 高尿酸血症を伴う高血圧症

なお、アロプリノール(尿酸合成阻害剤)にくらべ、臨床試験や研究が進んでいないため世界的には第1選択薬ではないが、日本人は尿酸排泄低下型の高尿酸血症が多いため、ベンズブロマロンによる治療は合理的との意見もある。

### ベンズブロマロンの添付文書の警告欄の記載事項
1. 劇症肝炎等の重篤な肝障害が主に投与開始6ヶ月以内に発現し、死亡等の重篤な転帰に至る例も報告されているので、投与開始後少なくとも6ヶ月間は必ず、定期的に肝機能検査を行うこと。また、患者の状態を十分観察し、肝機能検査値の異常、黄疸が認められた場合には投与を中止し、適切な処置を行うこと。
2. 副作用として肝障害が発生する場合があることをあらかじめ患者に説明するとともに、食欲不振、悪心・嘔吐、全身倦怠感、腹痛、下痢、発熱、尿濃染、眼球結膜黄染等があらわれた場合には、本剤の服用を中止し、直ちに受診するよう患者に注意を行うこと。

### 肝障害
添付文書の警告にもあるようにベンズブロマロンによって肝障害を引き起こす場合がある。これに関連して、ベンズブロマロンやベンザロンなどのように、分子中にベンゾフランの構造を持った薬物を服用していると、重篤な肝障害が起こる場合があることが報告されている。